# SS Esturia
SS Esturia – brytyjski tankowiec wodowany w 1910. W czasie I wojny światowej został wyczarterowany przez Royal Australian Navy (RAN), gdzie służył jako tankowiec pomocniczy, okręt zaopatrzeniowy i tender niszczycieli. Po wojnie został statek został sprzedany najpierw Royal Dutch Shell, a później Mavris Bros Piraeus, gdzie służył pod nazwą Loukia. Zatonął na minie w 1937.

## Historia
Tankowiec Esturia został wodowany w 1910 w stoczni Armstrong Whitworth & Company w Walker, czas budowy jednostki wynosił 10 miesięcy. Statek miał dwa pokłady i kadłub o konstrukcji stalowej. Napęd stanowiła maszyna parowa potrójnego rozprężania z ośmioma cylindrami o mocy 196 NHP. Statek mierzył 275 stóp długości, 39 stóp szerokości, jego zanurzenie wynosiło 23,8 stopy (83,8 x 11,9 7,3 m), a pojemność – 2143 GRT.
W czasie I wojny światowej, 11 września 1914 statek został wyczarterowany przez Royal Australian Navy (RAN). Jednostka służyła jako tankowiec, zaopatrzeniowiec i tender dla australijskich niszczycieli na wodach Australii i Malezji. W 1917 statek został przekazany brytyjskiej Royal Navy (RN). Ze służby RN został zwolniony 3 sierpnia 1918.
W 1918 statek został zakupiony przez Shell Tankers UK, gdzie służył pod niezmienioną nazwą do 1928.
W 1928 statek został sprzedany greckiej firmie Mavris Bros i przemianowany na Loukia.
Statek zatonął na minie 4 marca 1937 w pobliżu Hiszpanii, uratowano tylko jednego członka załogi, na miejscu zginęło 23 marynarzy.